# Poesiomat (Hradec Králové)
Poesiomat v Hradci Králové stojí v parku na Tylově nábřeží, mezi Gymnáziem J. K. Tyla a Pedagogickou fakultou Univerzity Hradec Králové.

## Historie
Poesiomat byl slavnostně odhalen 11. dubna 2022. Všechny nabízené skladby mají vazby na hradecké rodáky, obyvatele nebo významné osobnosti a události; v repertoáru jsou zařazeny například vzpomínky na první zápas Spartaku Hradec Králové v nejvyšší fotbalové lize nebo záznam oslav ze zisku Prezidentského poháru hokejisty hradeckého Mountfieldu. Je zde také komentář architekta Davida Vávry o malé vodní elektrárně a jezu Hučák i záznam ze hry R.U.R. Karla Čapka, která měla v Hradci Králové premiéru.